# Флорес, Росарио
Росарио Флорес (исп. Rosario Flores, Мадрид, Испания, 4 ноября 1963) — испанская певица, композитор и актриса с цыганскими корнями. 

## Биография
Росарио Флорес родилась в музыкальной семье. Дочь певца и гитариста Антонио Гонсалеса (изв. как Эль Пескаилья) (1925—1999) и известной певицы, танцовщицы фламенко и актрисы Лолы Флорес. Её брат Антонио Флорес — певец и композитор, а сестра Лолита Флорес — певица.
У Росарио и Карлоса Орельяна есть дочь Лола (2 октября 1996) и сын Педро Антонио, родившийся в один день с её матерью, с нынешним мужем Росарио Педро Ласага, с которым она познакомилась в 2001 году на съёмках фильма Педро Альмодовара «Поговори с ней».
С сентября по декабрь 2012 года Росарио участвовала в испанском Голосе в качестве наставника.